# Čataj
Čataj es un municipio del distrito de Senec en la región de Bratislava, Eslovaquia, con una población estimada a final del año 2024 de 1191 habitantes.
Se encuentra ubicado al sureste de la región, en el valle del río Morava y cerca de la frontera con la región de región de Trnava y con Austria.

## Demografía
| Año        | 1994 | 2004    | 2014     | 2024    |
| ---------- | ---- | ------- | -------- | ------- |
| Población  | 952  | 972     | 1154     | 1191    |
| Diferencia |      | +2,10 % | +18,72 % | +3,20 % |

| Año        | 2023 | 2024    |
| ---------- | ---- | ------- |
| Población  | 1210 | 1191    |
| Diferencia |      | −1,57 % |